# Маркко Мартін
Маркко Мартін (ест. Markko Märtin; нар.. 10 листопада 1975, Тарту, Естонська РСР, СРСР) — естонський автогонщик, найбільш відомий за своїми виступами в ралі. Бронзовий призер чемпіонату світу з ралі 2004 року.

## Загальна інформація
Маркко з ралійної сім'ї: вже в дитинстві разом з батьком він регулярно відвідував різні регіональні змагання і не тільки спостерігав за перегонами з боку, але і спостерігав за світом подібних чемпіонатів зсередини, періодично навіть подорожуючи спецділянками в машинах технічної допомоги. Однак до вісімнадцяти років, щоб не вступати в конфлікт з місцевим законодавством, сім'я не допускала Мартіна-молодшого до участі у ралі.

## Спортивна кар'єра

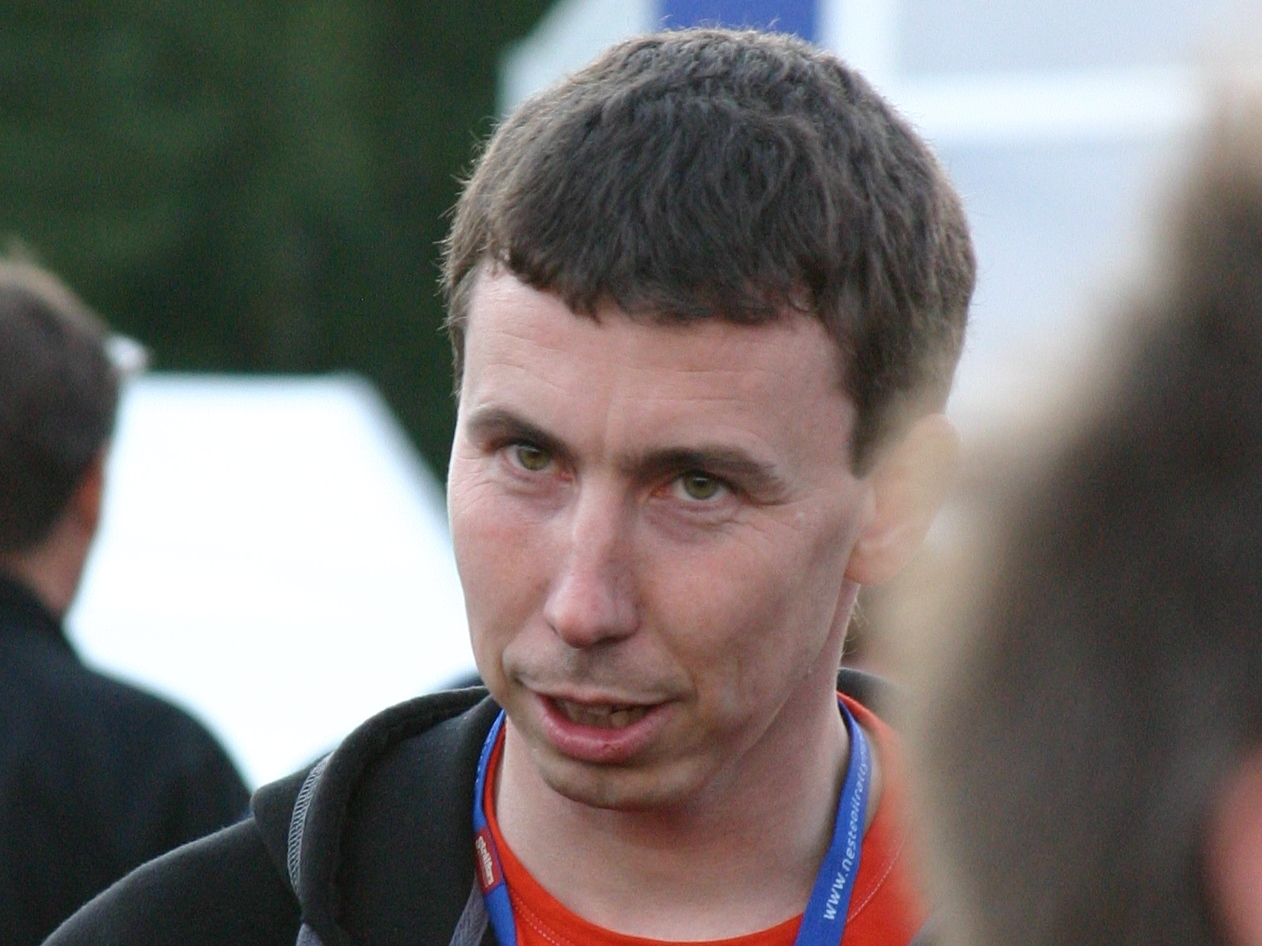
Мартін у 2006 році

Маркко дебютував у ралі в 1994 році на переробленій Lada Samara свого дядька. Разом з Робі Яанусом він досить швидко зміг на рівних боротися з лідерами своєї категорії в національних змаганнях, вже до кінця другого сезону ставши чемпіоном Естонії. Відчувши все сильніше бажання пов'язати з ралі своє життя, естонець у 1996 році знаходить можливість купити більш конкурентну техніку, придбавши Ford Escort. Цей автомобіль дозволяє естонцю додати у швидкості і кілька разів фінішувати на подіумі в абсолютному заліку на національних стартах. Відсутність скільки-небудь серйозних аварій у цей період дозволило Мартіну перепродати в кінці сезону цю техніку з 20% вигодою.
У наступні кілька років Маркко разом з Тоомасом Кітсінгом бере участь у різних північноєвропейських стартах, пілотуючи модифікації Toyota Celica. У цей період зростає професійний рівень Мартіна як пілота, а поступово дедалі вищі тощо)результати дозволяють йому мати стабільну спонсорську підтримку та брати участь у більш престижних перегонах: в серпні 1997-го року естонець дебютує в WRC, взявши участь в ралі Фінляндії. Змагання не вдалося завершити через недоречно відмовила КПП.
У наступні кілька років Маркко все частіше бере участь в чемпіонаті світу в 1999-му році йому вперше вдалося отримати машину, підготовлену за регламентом World Rally Car, і вже на другому ралі — у Швеції — привести її на восьме місце в абсолюті, випередивши декількох пілотів заводських команд. Швидкий новачок зі стабільною спонсорською підтримкою зацікавлює представників спортивної програми Toyota, які погоджуються надати естонцю свою машину разом із технічною підтримкою на змаганнях. На початку 2000-го року відбувається ще одна важлива зміна в кар'єрі Мартіна: замість численних співвітчизників місце його штурмана займає британець Майкл Парк. Новий альянс швидко став показувати непогані результати
Впевнені перегони нової комбінації привертають до них увагу і заводських команд: у 2000-2001 роках він проводить десяток етапів WRC за заводську команду Subaru, а в 2002 році приєднується до Ford WRT. В колективі Малькома Вілсона естонець поступово додає в результатах, а в 2003-му році, коли з британської організації йдуть її провідні пілоти Колін Макрей і Карлос Сайнс, стає її новим лідером. Мартін і його напарник Франсуа Дюваль вдало замінюють досвідченого іспанця і британця і вже в перший сезон в новому статусі цілком впевнено виглядають на етапах чемпіонату світу. Маркко зміг виграти два ралі, зайнявши в особистому заліку четверте місце серед інших випередивши і досвідченого Маркуса Гренхольм на Peugeot. Через рік Мартін підтверджує подібний рівень результатів, вигравши ще три етапи WRC і зайнявши в чемпіонаті третє місце.
Перед сезоном 2005 року швидку пару пілотів Ford переманили до себе конкуренти: Дюваль пішов у Citroën; а Маркку вирушив до Peugeot. На новому місці естонець підтвердив свою швидкість і стабільність, на рівних змагаючись з дворазовим чемпіоном світу Гренхольмом. Перемагати до пори не вдавалося, але стабільні фініші на позиціях поблизу призових місць дозволяли йому триматися серед лідерів особистого заліку. У вересні відбулася подія, яка поставила хрест на кар'єрі естонця в чемпіонаті світу: на одному зі швидкісних ділянок Маркку перестарався на швидкому відрізку, і на швидкості 200 км/год втратив машину: його Peugeot розвернуло, викинуло на узбіччя і вдарило в дерево. Машина влетіла в дерево точно правими дверима: сила удару перевищила максимум по тодішньому технічному регламенту і Парк, що сидів праворуч, отримав травми, не сумісні з життям, Мартін відбувся легкими ударами. Вражений смертю напарника естонець незабаром оголосив про залишення WRC.
У наступні кілька років Маркко брав участь у невеликих регіональних ралі, тестував нові автомобілі для заводських програм Ford і Mini. У 2006 році естонець спробував себе у суто кільцевих перегонах, провівши кілька стартів у DTC.

## Статистика результатів в моторних видів спорту

### Зведена таблиця виступів в ралі
| 1997 | ERC | Тоомас Китсинг | Toyota Celica GT-Four         | 1  | 0 | н/д | н/д  |
| 1997 | WRC | Тоомас Китсинг | Toyota Celica GT-Four         | 1  | 0 | 0   | НК   |
| 1998 | WRC | Тоомас Китсинг | Toyota Celica GT-Four         | 4  | 0 | 0   | НК   |
| 1999 | WRC | Тоомас Китсинг | Ford Escort Toyota Corolla    | 6  | 0 | 2   | 18-й |
| 2000 | ERC | Майкл Парк     | Subaru Impreza                | 1  | 1 | н/д | н/д  |
| 2000 | WRC | Майкл Парк     | Toyota Corolla Subaru Impreza | 9  | 0 | 1   | 21-й |
| 2001 | WRC | Майкл Парк     | Subaru Impreza                | 9  | 0 | 3   | 19-й |
| 2002 | WRC | Майкл Парк     | Ford Focus RS                 | 13 | 0 | 20  | 9-й  |
| 2003 | WRC | Майкл Парк     | Ford Focus RS                 | 14 | 2 | 49  | 5-й  |
| 2004 | WRC | Майкл Парк     | Ford Focus RS                 | 16 | 3 | 79  | 3-й  |
| 2005 | WRC | Майкл Парк     | Peugeot 307                   | 12 | 0 | 53  | 5-й  |

#### Виграні ралі WRC
| 2003 | 1. | Акрополіс | Майкл Парк | Ford Focus RS |
| 2003 | 2. | Фінляндія | Майкл Парк | Ford Focus RS |
| 2004 | 3. | Мексика   | Майкл Парк | Ford Focus RS |
| 2004 | 4. | Корсика   | Майкл Парк | Ford Focus RS |
| 2004 | 5. | Каталонія | Майкл Парк | Ford Focus RS |

### Зведена статистика в кільцевих гонках
| 2006 | DTC | Hartmann Honda Racing | 5 | 0 | 0 | 0 | 16 | 21-й |

## Цікаві факти
- Маркко Мартін — перший гонщик з пострадянського простору, якому вдалося виграти етапи чемпіонату світу з ралі в абсолютному заліку, і стати призером світової першості за підсумками сезону.